# 包纏狸藻
包纏狸藻（學名：Utricularia involvens）為狸藻屬多年生中型陸生食虫植物。其种加词“involvens”来源于拉丁文“involvo”，意为“卷起，包裹”。其为东南亚（緬甸、西馬來西亞、泰國）以及澳洲北部的特有種。包缠狸藻陆生于潮湿草地或开阔植被中。其分布于低海拔地区，但位于马来西亚的种群可分布于海拔900米处。1895年，亨利·尼古拉斯·里德利正式描述了包缠狸藻。

## 外部連結
- 食虫植物照片搜寻引擎中包纏狸藻的照片 （页面存档备份，存于）

 维基共享资源上的相關多媒體資源：包纏狸藻
 維基物種上的相關：包纏狸藻